# Frou-Frou (comédie)
 (juin 2020).
Pour les articles homonymes, voir Frou-frou.

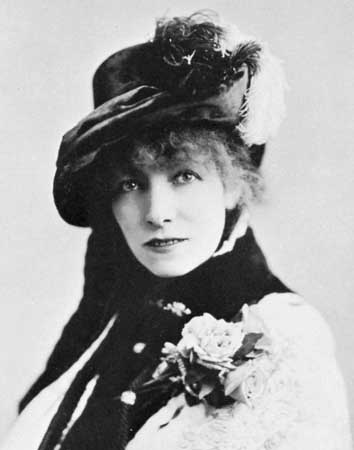
Sarah Bernhardt vers 1880, avant qu'elle n'interprète le rôle de Gilberte.

Frou-Frou est une pièce de théâtre en cinq actes écrite en 1869 par Henri Meilhac et Ludovic Halévy.

## Présentation

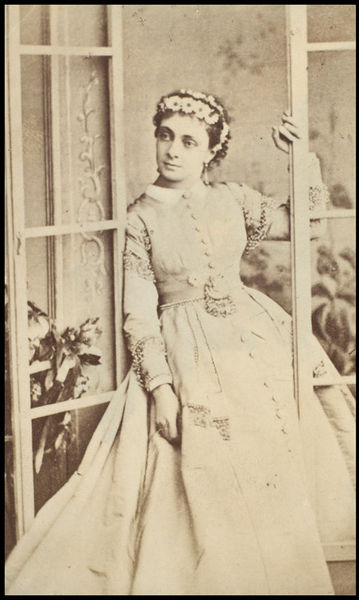
Aimée Desclée. Photo conservée au Victoria and Albert Museum.

Frou-Frou, créé au théâtre du Gymnase le 30 octobre 1869, est une pièce en cinq actes. Contrairement à la quasi-totalité des œuvres de Meilhac et Halévy, la pièce n'était pas une comédie à proprement parler, mais au contraire une pièce sérieuse ; mais si elle attira des larmes, certains y ont surtout vu le résultat du talent de la créatrice du rôle de Gilberte, Aimée Desclée. 
Après Mme Desclée en 1869, le rôle de Gilberte fut tenu en 1888 à la Porte Saint-Martin par Sarah Bernhardt, puis par Marsy à la Comédie-Française en 1892.